# Frank Chivers
Francis Cornelius "Frank" Chivers (7 tháng 4 năm 1909 – 2 tháng 4 năm 1942) là một cầu thủ bóng đá, thi đấu cho Barnsley, Huddersfield Town và Blackburn Rovers.
Ông bị giết trong một vụ tai nạn mìn vào tháng 4 năm 1942.